# Kailaras
Kailaras è una suddivisione dell'India, classificata come nagar panchayat, di 21.930 abitanti, situata nel distretto di Morena, nello stato federato del Madhya Pradesh. In base al numero di abitanti la città rientra nella classe III (da 20.000 a 49.999 persone).

## Geografia fisica
La città è situata a 26° 19' 0 N e 77° 37' 0 E e ha un'altitudine di 189 m s.l.m..

## Società

### Evoluzione demografica
Al censimento del 2001 la popolazione di Kailaras assommava a 21.930 persone, delle quali 11.918 maschi e 10.012 femmine. I bambini di età inferiore o uguale ai sei anni assommavano a 3.590, dei quali 1.924 maschi e 1.666 femmine. Infine, coloro che erano in grado di saper almeno leggere e scrivere erano 13.560, dei quali 8.652 maschi e 4.908 femmine.